# محمد كوثراني
محمد كوثراني رجل دين شيعي، ومسؤول في حزب الله اللبناني، ومكلّف بقيادة الشؤون الإيرانية المسلحة في جمهورية العراق، عمل مع قاسم سليماني، ويُعتقد أنه خلَفُهُ في العراق، وذُكر اسمه في إضعاف الاحتجاجات العراقية 2019–20، له جنسية عراقية ولبنانية، ويقال له أيضاً جعفر كوثراني. وفقاً لوزارة الخزانة الأمريكية، فإن محمداً له عدة سجلات مدنية، ذُكر أنه مولود في مدينة النجف سنة 1945، و1959، و1961. ذكر علي منتش أن كوثراني درسَ العلوم الدينية في العراق، وتزوّج امرأة عراقية وأصبح عراقيّ الجنسية، وسُجنَ في عهد حكومة الرئيس صدام. وفي أغسطس سنة 2013 فرضت عليه الحكومة الأمريكية عقوبات لكونه أحد الأذرع السياسية والعسكرية لحزب الله، وفقاً لوصف وزارة الخزانة الأمريكية، كثرت اشتراكاته في إيصال الإمداد المالي إلى فصائل عسكرية متعددة في اليمن وإلى قادة عسكريين متهمين بالإرهاب في مصر والأردن والعراق وقبرص وإسرائيل، قاد محمد كوثراني هجمات كثيرة على قوات الاحتلال الأمريكي في العراق، منها تخطيط الهجوم في شهر شباط سنة 2007 على مركز تنسيق محافظة كربلاء، حيث قُتلَ هناك 5 جنود أمريكيين، كما بعثَ مقاتلين إلى سوريا تأييداً لحكومة بشار الأسد، وفي سنة 2015 أعلنت وكالة الأنباء السعودية أن حكومة السعودية، استناداً لنظام جرائم الإرهاب وتمويله، فرضت عقوبات على محمد كوثراني مع أعضاء آخرين من حزب الله، إذ حكمت بتجميد أية أصول لهم أو من يعمل معهم أو يمثلهم ويحظر على المواطنين السعوديين التعامل معهم، تولى محمد كوثراني السعي إلى الإفراج عن علي موسى دقدوق الذي اُعتقل في العراق سنة 2007، وأفرِجَ عنه 16 تشرين الثاني سنة 2012. عرضتْ الحكومة الأمريكية في شهر نيسان سنة 2020 جائزة 10 ملايين دولار لمن يفيدهم بأي معلومات عن كوثراني فيما يتعلق بأنشطته وشبكاته وزملائه. وعقب مقتل قاسم سليماني أُشيع أن محمد كوثراني قُتلَ معهم، ثم أُعلن عن تكذيب الشائعة، وذكر موقع لبنان 24 أنه في العراق، يقال إن كوثراني تمنّى أن يكون مع موكب قاسم سليماني الذي قُصف، أظهرَ ذلك أن محمد كوثراني وسيط سياسي خفي فيما يتعلق بتوجيه سياسة الحكومة الإيرانية في العراق، وفقاً لقول الصحفي "Ali Choukeir".‏ وقال مراقبون أمريكيون إن محمد كوثراني أحبط سعي الحكومة الأمريكية لتعيين المرشح الأقرب لهم عدنان الزرفي، وأن كوثراني صديق للزرفي فاستطاع أن يسحبه من الترشح لرئاسة الوزراء، ليكون بدلاً منه مرشح أقرب ميلاً إلى حكومة إيران، وهو مصطفى الكاظمي. ذُكر اسم كوثراني بصفته مسؤولاً عن قضية إعادة أهالي منطقة جرف الصخر الذين ما يزالون مهجّرين عن بلدتهم، وذكرَ النائب في البرلمان العراقي عبد الكريم عبطان أن عدنان الجنابي أحد شيوخ الجنابيين «ذهب إلى طهران، وهناك قالوا له ان الحل ليس لدينا اذهب إلى بيروت والتقي مع محمد كوثراني».